# District de Markaz Rif Dimachq
Le District de Markaz Rif Dimashq (en arabe : منطقة مركز ريف دمشق, manṭiqat Markaz Rif Dimašq) est l'un des dix districts du Gouvernorat de Rif Dimachq, situé dans le sud de la Syrie. D'après le Bureau central des statistiques syrien, sa population était de 837 804 habitants en 2004.

## Géographie
Markaz Rif Dimashq est situé au sud du gouvernorat de Rif Dimachq, il couvre la banlieue sud-est de la métropole de Damas. La plupart des bâtiments administratifs étant situés à Damas, le district n'a pas donc pas de centre administratif officiel. Avec une population de 136 427 habitants, la ville de Sayyida Zeinab est la plus grande du district.
Le district a été divisé en 2009, lorsque le sous-district Qudsaya, situé au nord-ouest de Damas, est devenu un district à part entière. Lors du recensement de 2004, les sous-districts restants comptaient une population totale de 837 804 habitants.

## Sous-districts
Le district de Markaz Rif Dimashq est divisé en six sous-districts (ou nahiés), (population en 2004) :
| Nom        | Nom en arabe | Surface (km²) | Population | Code     |
| ---------- | ------------ | ------------- | ---------- | -------- |
| al-Kiswah  | الكسوة       | 523,74        | 112 095    | SY030101 |
| Babbila    | ببيلا        | 75,77         | 341 625    | SY030102 |
| Jaramana   | جرمانا       | 10,42         | 114 363    | SY030103 |
| al-Malihah | المليحة      | 74,51         | 56 652     | SY030104 |
| Kafr Batna | كفر بطنا     | 26,59         | 123 474    | SY030105 |
| Arbin      | عربين        | 8,67          | 89 595     | SY030106 |